# Formicoxenus
Formicoxenus  (лат.) — род мелких муравьёв трибы Crematogastrini (ранее в Formicoxenini) из подсемейства Myrmicinae (Formicidae).

## Распространение
Голарктика: Северная Америка (5 видов), Евразия (2 вида).

## Описание
Мелкие блестящие жёлто-коричневого цвета муравьи размером 2—3 мм. На постпетиоле (втором членике стебелька) снизу имеется шип-отросток, направленный вниз и вперёд. Формула щупиков 4,3 У рабочих усики 11-члениковые. Самцы бескрылые, усики 12-члениковые..

## Биология
Паразитируют на других видах муравьёв, без которых жить не могут. Обитают в гнёздах более крупных муравьёв, например, рыжих лесных Formica aquilonia, Formica lugubris, Formica rufa (или в Северной Америке в муравейниках близких к ним видов Formica integroides Wheeler и Formica obscuripes Forel) и других (Myrmica). Семьи малочисленные (около 100 особей). Ходы и камеры гнезд Formicoxenus располагаются в промежутках между ходами муравьёв Formica.

## Систематика
7 видов.
- Formicoxenus chamberlini Wheeler, 1904
- Formicoxenus diversipilosus (Smith, 1939)
- Formicoxenus hirticornis (Emery, 1895)
- Formicoxenus nitidulus (Nylander, 1846)
- Formicoxenus provancheri (Emery, 1895)
- Formicoxenus quebecensis Francoeur, 1985
- Formicoxenus sibiricus (Forel, 1899)

## Охранный статус
Большая часть видов этого рода (F. chamberlini — F. nitidulus — F. provancheri — F. quebecensis — F. sibiricus) включены в «Красный список угрожаемых видов» (англ. IUCN Red List of Threatened Animals) международной Красной книги Всемирного союза охраны природы (The World Conservation Union, IUCN) в статусе Vulnerable D2 (таксоны в уязвимости или под угрозой исчезновения).